# Fay-sur-Lignon
Fay-sur-Lignon – miejscowość i gmina we Francji, w regionie Owernia-Rodan-Alpy, w departamencie Górna Loara.
Według danych na rok 1990 gminę zamieszkiwało 441 osób, a gęstość zaludnienia wynosiła 33 osoby/km² (wśród 1310 gmin Owernii Fay-sur-Lignon plasuje się na 436. miejscu pod względem liczby ludności, natomiast pod względem powierzchni na miejscu 686.).